# Jadro
Jadro är en å i landskapet Dalmatien i södra Kroatien. Floden är 4,5 km  lång och har sin källa i närheten av Klis. Den flyter genom Solin för att slutligen mynna i Adriatiska havet. Ån förser Split, Kaštela och Trogir med färskvatten.

## Historia
Under den sena antiken försågs Diocletianus palats i Split med färskvatten från Jadro. Vattnet fördes via Diocletianus akvedukt till palatset.

## Biologi
Ån är habitat för en endemiska fiskart vars latinska namn är Salmo obtusirostris salonitana.

### Fotnoter
1. 1 2  Solin.info.com Arkiverad 14 oktober 2013 hämtat från the Wayback Machine. (engelska)
2. ↑  Dalkoning.hr Arkiverad 21 december 2008 hämtat från the Wayback Machine. (kroatiska)